# Monferrato

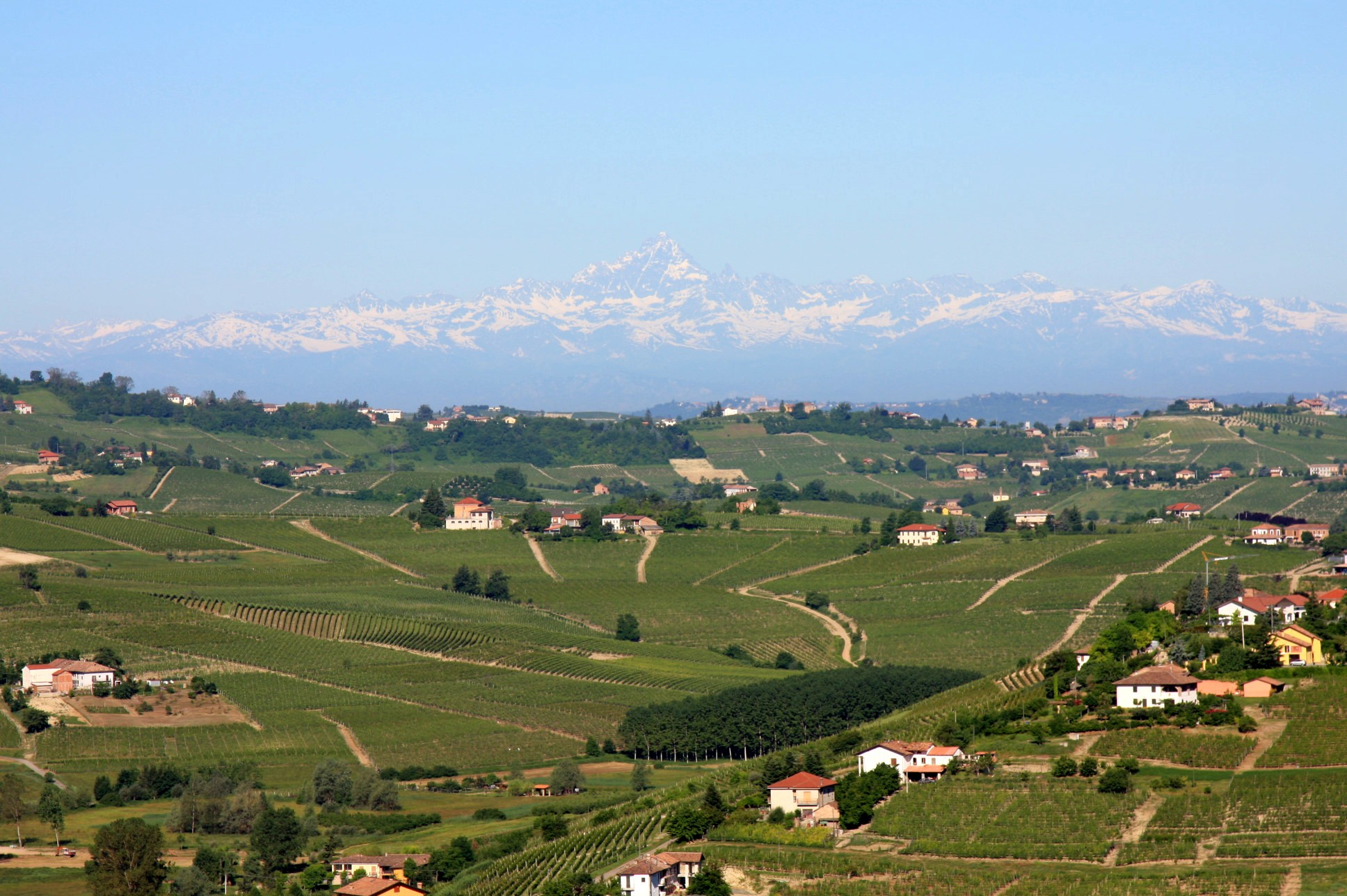
Một cảnh quan tại Montferrat: nhìn từ San Marzano Oliveto, Astesan Montferrat, về phía Monviso.

Montferrat (/ˌmɒntfəˈræt/; tiếng Ý: Monferrato [moɱferˈraːto]; tiếng Piemonte: Monfrà [mʊŋˈfrɑ]; tiếng Latinh: Mons Ferratus) là một phần của vùng Piemonte, miền Bắc Ý. Nó bao gồm các phần (đã thay đổi dần theo thời gian) của hai tỉnh Alessandria và Asti. Đây là một trong những vùng rượu vang quan trọng nhất tại Ý, đồng thời cũng là nơi có một truyền thống văn học mạnh mẽ, bao gồm nhà thơ và nhà viết kịch thế kỷ 18 là Vittorio Alfieri và Umberto Eco.
Lãnh thổ của Montferrat bị chia cắt làm hai bởi sông Tanaro. Phần phía bắc được gọi là Basso Monferrat hay "Montferrat thấp" nằm giữa Tanaro và sông Pô là khu vực của những ngọn đồi và đồng bằng. Phần phía nam là Alto Monferrat hay "Montferrat cao" nằm giữa sông Tanaro và dãy núi Appennini và đường phân thủy giữa Piemonte và Liguria.
Vào ngày 22 tháng 6 năm 2014, Montferrat đã được UNESCO công nhận là Di sản thế giới như là một phần của Cảnh quan văn hóa các vườn nho của vùng Piedmont: Langhe-Roero và Monferrato.

## Lịch sử
Ban đầu đây là một huyện trước khi trở thành một chặng hành quân của Đế quốc La Mã thần thánh dưới thời Aleramo năm 961. Sau khi chuyển giao quyền lực ở miền Bắc Ý từ Berengar II sang Otto I, hầu tước của Montferrat liên quan đến các vị vua của Pháp và Hoàng đế La Mã Thần thánh. Các thành viên của gia đình thường xuyên tham gia vào các cuộc thập tự chinh, thông gia với gia đình hoàng gia của Vương quốc Jerusalem cùng các gia tộc Komnenos, Palaiologos, Angelus của Đế quốc Đông La Mã. Montferrat có quãng thời gian ngắn bị kiểm soát bởi những người Tây Ban Nha (1533-1536) trước khi nó thuộc Lãnh địa công tước Matonva nhà Gonzaga (1536-1708). Năm 1574, nó trở thành Lãnh địa công tước Montferrat của Maximilian II. Trong cuộc chiến ngai vàng (1628 - 1631), một phần của nó trở thành một phần của Nhà Savoy, trong khi phần còn lại cũng thuộc về họ vào năm 1708 khi Leopold I giành được quyền sở hữu lãnh địa từ nhà Gonzaga. Nhà Gonzaga sau đó được bù đắp bằng việc nhận được Lãnh địa công tước Teschen ở Silesia.

## Địa lý
Nó chia thành ba phần chính là:
- Basso Monferrat: đặc trưng bởi những ngọn đồi thấp, trừ Núi thiêng Crea 455 mét (Là một Di sản thế giới của UNESCO), còn các khu vực còn lại có độ cao không quá 400 mét; Khu vực này bao gồm một phần của tỉnh Alessandria là vùng nông thôn gần Casale Monferrato. Nó được giới hạn ở phía bắc và phía đông bởi sông Po và Tanaro.
- Monferrat Astigiano: Bao gồm gần như toàn bộ tỉnh Asti trừ Langa Astigiana đặc trưng bởi địa hình đồi núi và một số thị trấn lịch sử như Nizza Monferrato, Cortanze, Cocconato, Montiglio và Canelli. Khu vực này giới hạn phía nam bởi thung lũng sông Belbo và phía tây gần sông Versa. Điểm cao nhất của khu vực là đồi Albugnano cao 549 mét so với mực nước biển.
- Alto Monferrat: Kéo dài về phía nam từ thung lũng Val Bormida gần đến vùng Liguria, được bao bọc ở phía tây bởi thung lũng Bormida Spigno và phía đông bởi phần phía tây của thung lũng Scrivia. Trung tâm chính là Acqui Terme.

1. ↑  CNN - UNESCO's newest World Heritage sites